# Comment parler des livres que l'on n'a pas lus?
Comment parler des livres que l'on n'a pas lus?, utgiven på engelska med titeln How to Talk About Books You Haven't Read (fritt översatt till svenska Hur man pratar om böcker som man inte har läst), är en bok skriven av den franske författaren Pierre Bayard 2007.
Boken, som blev en bästsäljare i Frankrike, och som i översättning till engelska sålts i stora upplagor i både Storbritannien och USA, behandlar tesen att man inte behöver läsa alla böcker man pratar om. Bayard själv sade att
| ”                       | Jag är förvånad då jag inte kunde föreställa mig hur skyldiga icke-läsare kände sig. Med den här boken kan de skaka av sig sin skuld utan psykoanalys, så det hela blir mycket billigare. | „ |
| – Bayard i en intervju. | |   |

I boken citeras författare som Michel de Montaigne, som inte kunde komma ihåg vad han läste, och Paul Valéry, som prisade författare vars verk han aldrig öppnat. Han citerar vidare karaktärer av Graham Greene och David Lodge med flera som ifrågasätter vikten av att läsa över huvud taget. Bayard rådger hur man på bästa sätt får andra att tro att man har läst en bok som man "måste läsa".
Bayard har sagt att han ville skriva boken för att hjälpa personer att övervinna sin rädsla för kultur genom att utmana hur allmänheten mottar litteratur.